# Woda destylowana

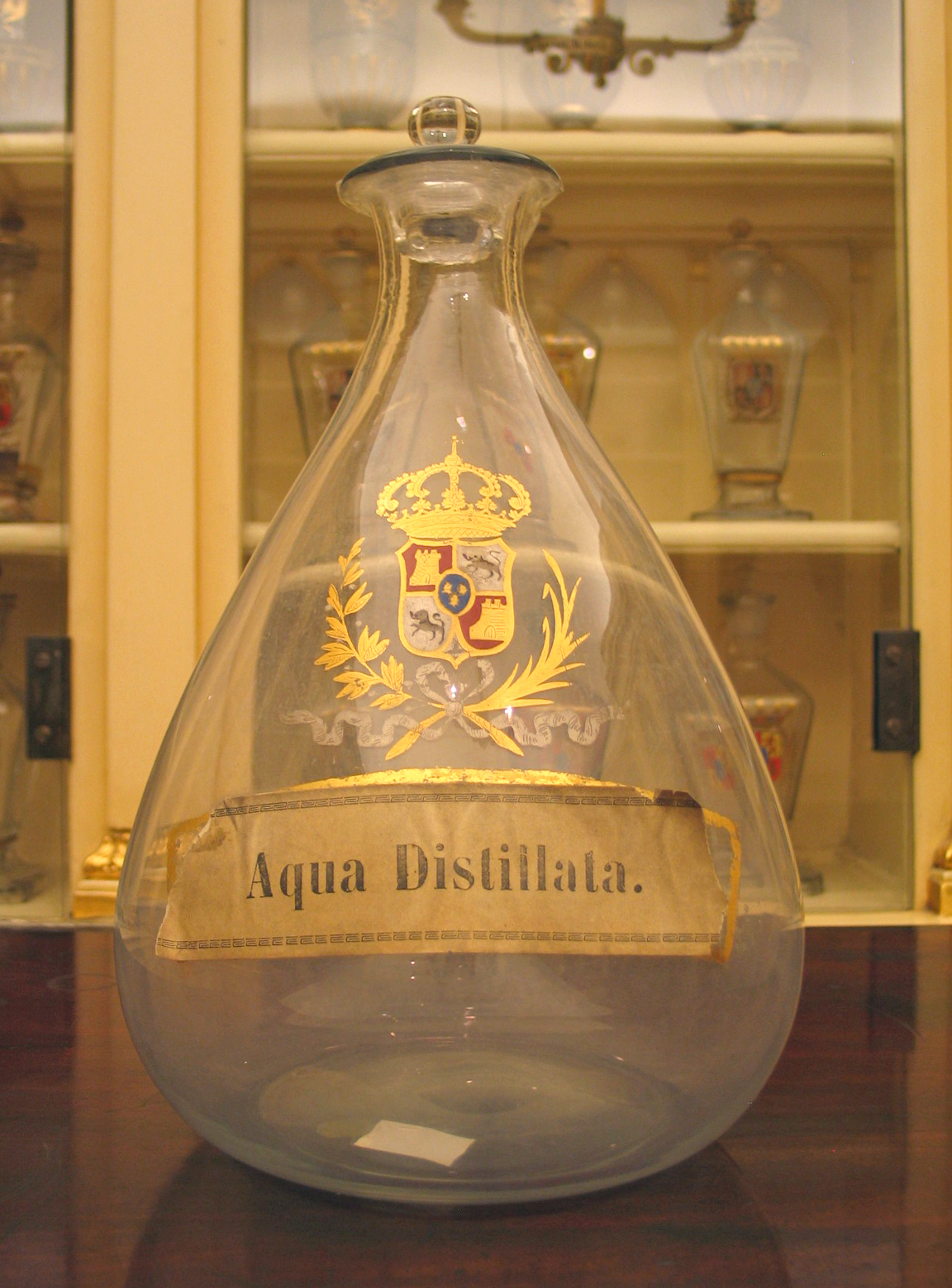
Aqua Distillata (Real Farmacia Madrid).

Woda destylowana – woda pozbawiona, metodą destylacji, soli mineralnych oraz większości innych substancji ją zanieczyszczających. Zawiera rozpuszczone gazy (głównie dwutlenek węgla, także tlen i azot) oraz zanieczyszczenia lotnymi substancjami organicznymi. 
Stosowana jest w akumulatorach (jako rozcieńczalnik elektrolitu), w żelazkach parowych, w analizie chemicznej, w lekarstwach oraz wszędzie tam, gdzie wymagana jest wysoka czystość roztworu.
Niektóre zanieczyszczenia wody można usunąć dokładniej przez:
- utlenianie związków organicznych
- usuwanie twardości na wymieniaczach jonowych (woda demineralizowana)
- odgazowanie termiczne (woda odgazowana)
- korygowanie składu przy odsalaniu
- kilkukrotną destylację z dodatkiem kolejno kwasu fosforowego i wodorotlenku potasu lub sodu.